# 錢藏凶機
是一部2014年的美國犯罪片，由米高·羅斯金執導，美國作家丹尼斯·勒翰編劇改編自他自己的短篇作品《Animal Rescue》，他也將劇本改編成2014年小說《The Drop》。主演有湯姆·哈迪、露美·慧柏絲和占士·簡東費尼。本片講述了湯姆·哈迪飾演的一名前罪犯，想洗心革面重新生活，於是成為了一名酒吧調酒師。不過這家酒吧同樣也是當地黑幫街頭進行現金交易的地方，而調酒師再次面臨命運抉擇。
本片是簡東費尼最後一部演出的電影。

## 演員
| 演员                | 角色               | 备注                 |
| ------------------- | ------------------ | -------------------- |
| 湯姆·哈迪           | Bob/ 鮑伯          |                      |
| 露美·慧柏絲         | Nadia/ 納迪亞      |                      |
| 占士·簡東費尼       | 表兄Marv /馬福     | 劇中兩人母親為親姐妹 |
| 馬提亞斯·修奈爾     | Eric Deeds/ 艾瑞克 |                      |
| 約翰·奧提茲         | 探員Evandro Torres |                      |
| 伊莉莎白·羅德里格斯 | 探員Romsey         |                      |
| 麥可·阿洛諾夫       | Chovka Umarov      |                      |
| 摩根·斯佩克特       | Andre              |                      |
| 麥可·艾斯波         | Rardy Bernard      |                      |
| Ross Bickell        | Father Regan       |                      |
| 詹姆斯·弗雷謝維爾   | Fitz               |                      |
| 托比亞斯·席格       | Briele             |                      |
| Patricia Squire     | Millie             |                      |
| 安·道得             | Dottie Stipler     |                      |
| 克里斯·沙利文       | Jimmy              |                      |
| 傑瑞米·鮑勃         | Stevie             |                      |

## 外部連結
- 官方网站
- 互联网电影数据库（IMDb）上《錢藏凶機》的资料（英文）
- 爛番茄上《錢藏凶機》的資料（英文）
- Metacritic上《錢藏凶機》的資料（英文）
- Box Office Mojo上《錢藏凶機》的資料（英文）
- 豆瓣电影上《錢藏凶機》的資料 （简体中文）
- 时光网上《錢藏凶機》的資料（简体中文）